# Boordgeschut

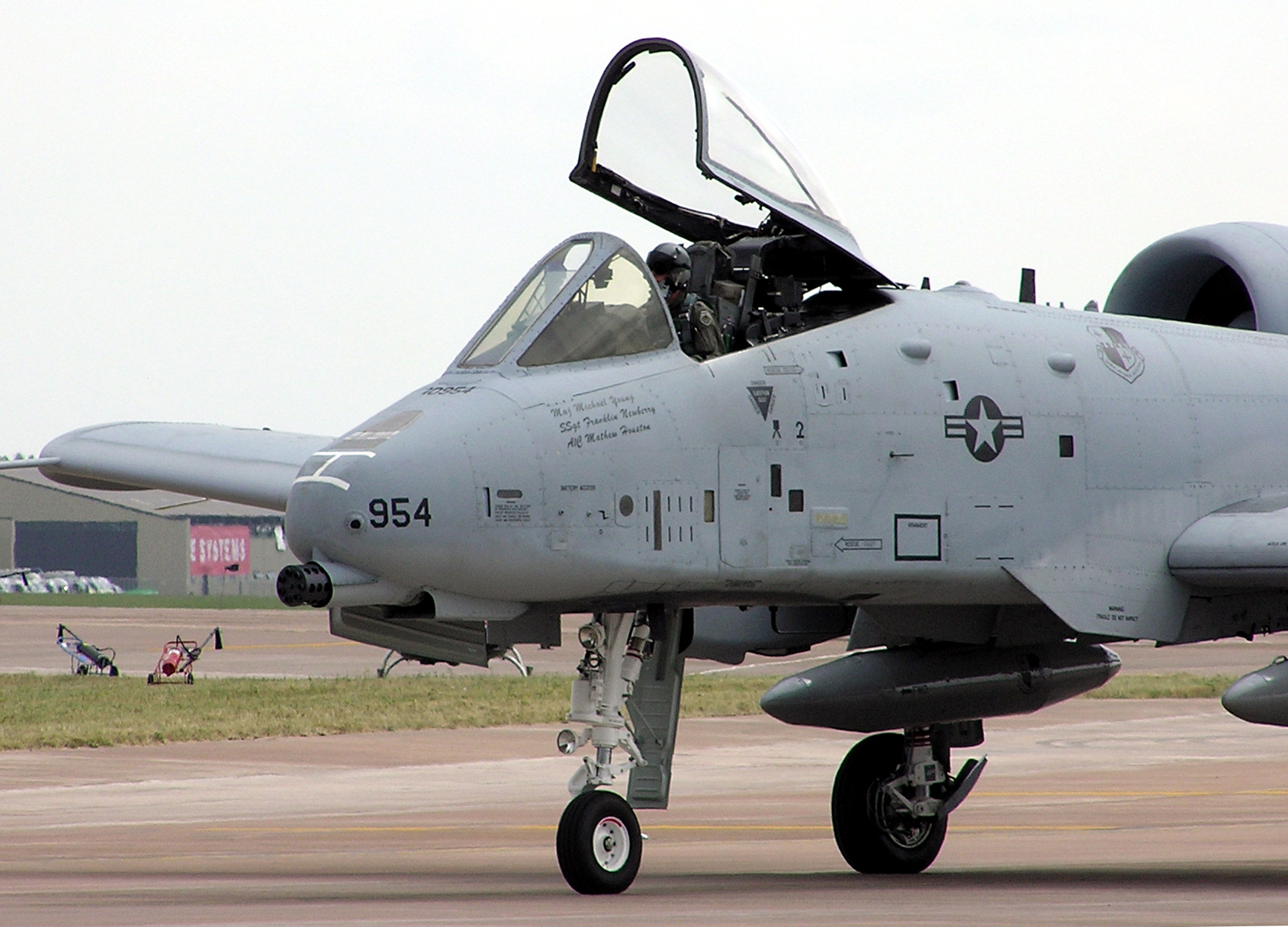
A-10 Thunderbolt II met gatling gun zichtbaar in de neuspunt.

Boordgeschut op militaire vliegtuigen bestaat uit een machinegeweer of kanon dat afhankelijk van de plaatsing op het vliegtuig offensief of defensief gebruikt kan worden. Indien het in de neus van het vliegtuig gemonteerd is kan het behalve om luchtdoelen aan te vallen ook gebruikt worden om gronddoelen uit te schakelen.

## Eerste Wereldoorlog

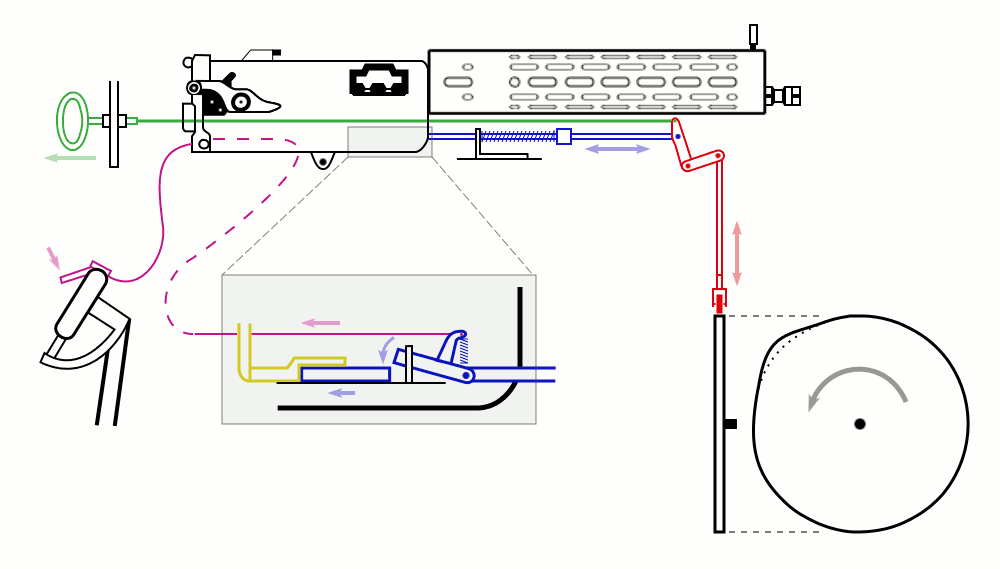
Een diagram van Fokkers synchronisatietoestel

Het bewapenen van vliegtuigen met machinegeweren is voor de Eerste Wereldoorlog bedacht, maar werd pas praktisch toen Anthony Fokker in 1915 het mechanische synchronisatietoestel toepaste. Met dit apparaat dat in 1913 uitgevonden en geoctrooieerd was voor de Zwitserse ingenieur Franz Schneider, kon het afvuren van kogels zo getimed worden dat deze de propeller niet raakten. Vanaf 1917 werden Engelse jachtvliegtuigen voor hetzelfde doel uitgerust met de hydraulische interruptor van de Roemeen George Constantinesco (1881-1965). Voordat deze apparaten bestonden zijn enkele andere ideeën nog uitgevoerd zoals het plaatsen van de propeller aan de achterkant van het vliegtuig en het produceren van een kogelvrije propeller waarop de kogels zouden afketsen. Deze ideeën hadden echter allemaal grote nadelen.
Sinds de Eerste Wereldoorlog zijn echter vrijwel alle jachtvliegtuigen uitgerust met een of meerdere machinegeweren. Door vooruitgangen in de techniek werden in de periode na de Eerste Wereldoorlog werden veel simpeler oplossingen mogelijk. Bij eenmotorige vliegtuigen werd het boordgeschut bijvoorbeeld in de vleugels geplaatst. Dit was mogelijk doordat vliegtuigen van aluminium gemaakt konden worden door de komst van sterkere motoren.

## Tweede Wereldoorlog
De periode voor en in de Tweede Wereldoorlog wordt gekenmerkt door een hoop innovaties op het gebied van militaire luchtvaart. Zo ook op het gebied van boordgeschut.
Een van deze innovaties was het gyroscopisch vizier. Dit apparaat, uitgevonden in het Verenigd Koninkrijk in 1939, maakte het mogelijk om preciezer te richten omdat het de invloed van draaisnelheid op de positie van het doel kon voorspellen. In 1941 werd de eerste productievariant ontwikkeld, de Mark I Gyro Sight, die vervolgens succesvol getest werd op een Supermarine Spitfire en een Boulton Paul Defiant.

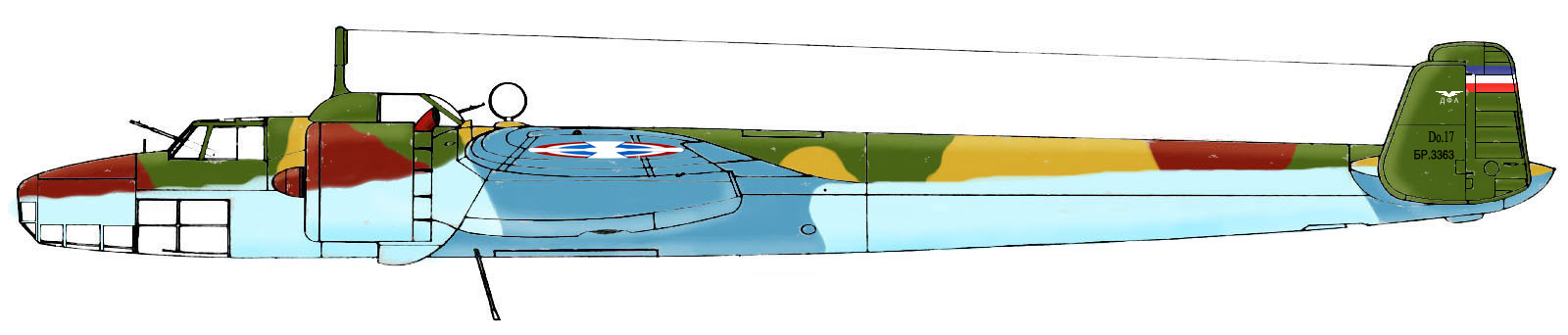
Dornier Do 17K met boordgeschut in de cockpit en achterwaarts gericht boordgeschut dat bestuurd kan worden door een van de twee boordschutters.

Ook werd in deze periode het plaatsen van geschut op andere plekken onderzocht. Hoewel er al in de Eerste Wereldoorlog een jachtvliegtuig bestond waarbij plek was voor een tweede bemanningslid met een beweegbaar machinegeweer dat in elke richting gericht kon worden (de Bristol F.2 Fighter), werd dit pas gemeengoed bij de nachtjagers uit de Tweede Wereldoorlog. Dit resulteerde in ontwerpen met soms wel 12 stukken boordgeschut zoals de Dornier Do 217N-2/R22.
Dit gold ook voor bommenwerpers, de B-23 Dragon was bijvoorbeeld de eerste bommenwerper met staartgeschut die in productie ging. Het gebruik van boordgeschut op plekken anders dan naar voren gericht verdween snel na de Tweede Wereldoorlog. Het staartgeschut vormt hierop een uitzondering, deze bleef nog in gebruik tot ver in de Koude Oorlog. De meest opmerkelijke bommenwerper met staartgeschut was wel de Tupolev Tu-22M, een supersonische bommenwerper. Tegenwoordig wordt het uitrusten van bommenwerpers met staartgeschut niet meer nuttig geacht omdat lucht-luchtraketten ver buiten het bereik van deze kanonnen kunnen worden afgevuurd.

## Vietnam
Sinds de tweede generatie straaljagers zijn deze standaard uitgerust met lucht-luchtraketten. Dit bleek niet altijd even succesvol. De Amerikaanse F-4 Phantom II waarbij het boordkanon was weggelaten en lucht-luchtraketten dus het enige wapen waren, bleek nogal kwetsbaar tegen de veel wendbaardere MiG-17 die alleen een boordkanon had. Hierbij dient wel aangetekend te worden dat dit meer aan de training van de piloten lag dan aan de raketten zelf. Tegenwoordig heeft de lucht-luchtraket het boordgeschut vrijwel totaal verdrongen. Toch worden, om de fouten uit het verleden niet te herhalen, alle jachtvliegtuigen nog steeds uitgerust met een boordkanon.